# Acetildigitossina
L'acetildigitossina è un glucoside cardiotonico con effetti e indicazioni simili a quelle della digossina.
L’acetildigitossina viene ottenuta per idrolisi enzimatica del lanatoside A. È costituita dall’aglicone digitossigenina e da tre molecole di digitossosio. Ad una delle molecole di zucchero è legato un gruppo acetilico in posizione a o b. La forma b si ottiene per eliminazione del residuo di glucosio dal lanatoside A per mezzo di enzimi, o per estrazione dalle foglie di Digitalis ferruginea L. La forma a si ottiene per riscaldamento della b-acetildigitossina in un solvente anidro o organico acquoso a pH compreso tra 3,5 e 8. Quest’ultima è la forma utilizzata in terapia.
Si presenta come una polvere cristallina, bianca, igroscopica. Solubile in cloroformio (1:12) e in metanolo; moderatamente solubile in etanolo (1:63); molto poco solubile in acqua (1:6100) e in etere.
Identificazione in laboratori: Esame TLC su piastre di gel di silice G attivate a 120 °C per 45 minuti e dello spessore di 250 m; eluente: benzene/etanolo (7/3); rivelante: p-anisaldeide che dà macchie blu o soluzione di acido perclorico che conferisce una fluorescenza visibile a 350 nm; Rf=0,82.
Dopo somministrazione orale viene assorbita per il 65%, e le concentrazioni plasmatiche massime si raggiungono in 0,5-1 ora. L'emivita plasmatica è di 8-9 giorni. L’80% di una dose si lega alle proteine plasmatiche; l’acetildigitossina è estesamente metabolizzata e la digitossina è il metabolita principale. Viene escreta lentamente nelle urine, tanto che dopo sei giorni solo il 20% della dose somministrata viene eliminato per via renale, mentre il 15-20% è eliminato nelle feci in 18 giorni. L’azione dell’acetildigitossina si manifesta dopo 3-5 ore dalla somministrazione e l’effetto massimo si raggiunge dopo 6-10 ore. In seguito a sospensione della terapia, l’effetto clinico perdura per 9-15 giorni.
Come tutti i digitalici, è impiegata nel trattamento dell’insufficienza cardiaca con bassa portata (generalmente in associazione ai diuretici), in particolare se è presente fibrillazione atriale; viene usata anche nei disturbi del ritmo sopraventricolare.
Nell’insufficienza cardiaca, per una digitalizzazione iniziale, si somministrano 0,4-0,8 mg per via orale fino al miglioramento dei segni clinici (in media per cinque giorni); la dose di mantenimento è di 0,1-0,2 mg al giorno. Nei disturbi del ritmo sopraventricolare, si somministrano 0,2 mg al giorno.
Si possono verificare degli episodi di ipereccitabilità ventricolare; eccezionalmente, reazioni allergiche e ginecomastia. Nausea, vomito e diarrea rappresentano i primi segni di iperdosaggio.
Come per tutti i digitalici, controindicata nel blocco atrioventricolare di 2º e 3º grado, nell’ipereccitabilità ventricolare, nella fibrillazione atriale associata a sindrome di Wolff-Parkinson-White, nella cardiomiopatia ostruttiva, durante una terapia endovenosa di calcio. Bisognerebbe ridurre il dosaggio in caso di ipokaliemia, di insufficienza epatica e renale, e all’inizio del trattamento, se nei giorni precedenti sia stato somministrato un altro digitalico.